# Grupo Enciclopedia Catalana
El Grupo Enciclopedia Catalana (en catalán: Grup Enciclopèdia Catalana, GrEC) es un grupo editorial español fundado en 1980 en Barcelona. Conocido por haber impulsado la Gran Enciclopèdia Catalana, es responsable de otros productos de divulgación del conocimiento. Joan Abellà  es director general desde 2019.

## Historia

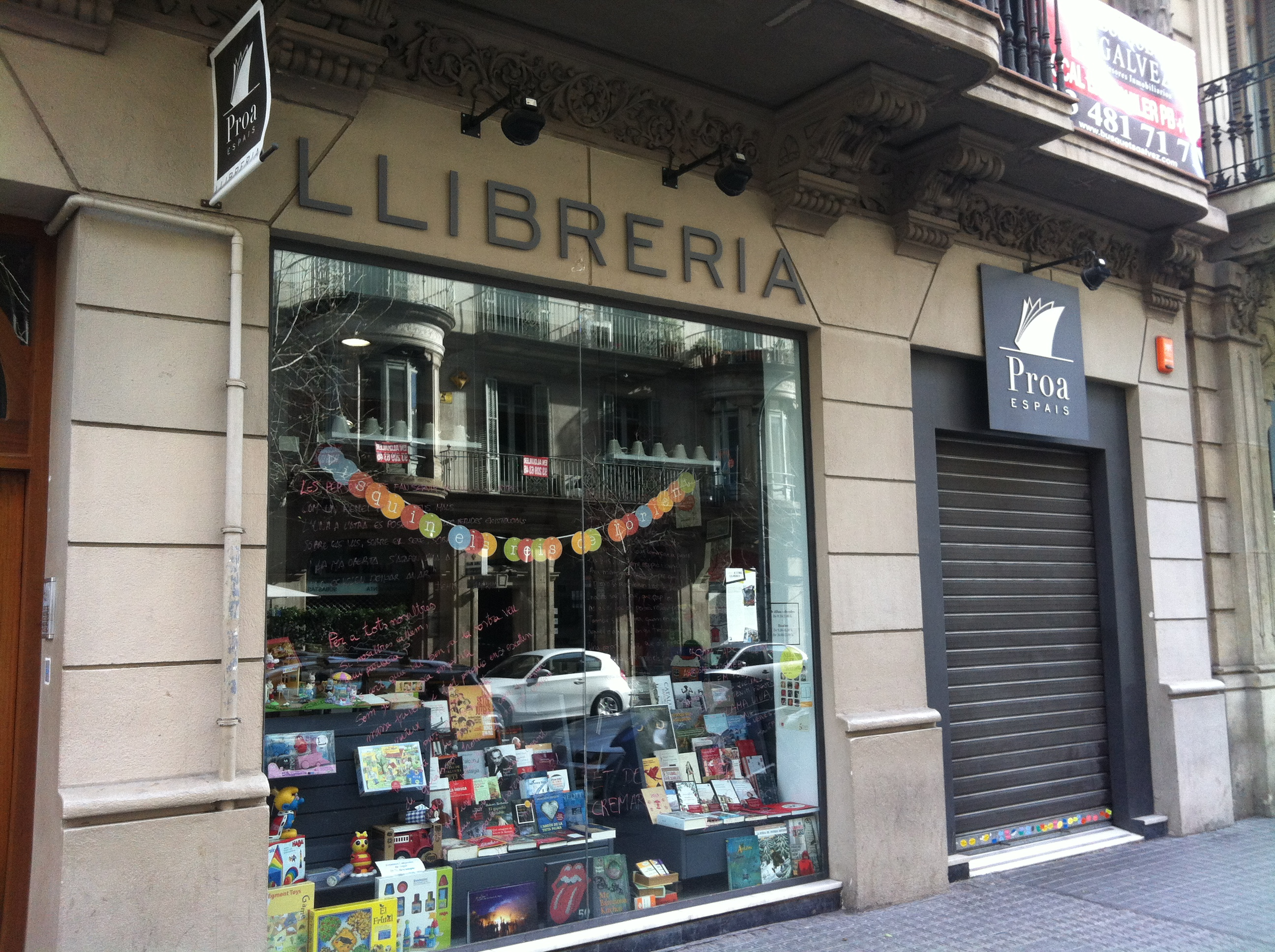
Librería Proa, cerrada en 2013

El Grupo Enciclopedia Catalana se fundó en 1980 con el objetivo de publicar obras generalistas en lengua catalana, especialmente diccionarios y enciclopedias. Uno de sus primeros productos fue la edición de la Gran Enciclopèdia Catalana. El 1982 el Grupo Enciclopèdia Catalana publicó el Diccionari de la Llengua Catalana, que recogía todo el léxico de la Gran Enciclopèdia Catalana y que fue precedente del Gran Diccionari de la Llengua Catalana.

### Adquisiciones editoriales
En 1983 adquirieron Edicions Proa, gracias a una donación de Joan Baptista Cendrós. Durante la década de 1990 impulsaron esta editorial y también adquirieron la editorial La Galera (1992), especializada en literatura infantil y juvenil y desde donde lanzarían el mismo año una línea de libros de texto (Text, hoy en día Text-La Galera). Cinco años después comprarían también la editorial Pòrtic (1997), especializada en libros de no ficción.
En 1997 nació Catalunya En Línia, que incluye el Gran Diccionari de la Llengua Catalana y la Hiperenciclopèdia, la primera enciclopedia en línea en lengua no inglesa (la segunda del mundo después de la Britannica). Este mismo año crea la primera librería virtual catalana, Llibres.com, a partir del fondo de más de 30.000 títulos de la Librería Proa Espais (fundada en 1991). 
A principios del siglo XXI, comenzaron una nueva línea de negocio, publicando revistas como Espais mediterranis (2000-02), promoviendo el nacimiento de revistas especializadas, como Sàpiens o Nat.  El grupo también ha realizado producciones audiovisuales, con series como Robelló o El zoo d'en Pitus.

### Grup 62
En 2007 las editoriales Proa y Pòrtic pasaron a formar parte del Grup 62, en aquel momento participado a partes iguales por Editorial Planeta, La Caixa y el Grupo Enciclopedia Catalana. En 2008 el GrEC adquirió la sección de Grans Obres del Grup 62.
El GrEC tuvo unas pérdidas de 500.000 euros en 2012, con una facturación de 22 millones de euros. En 2013, este grupo anunció una reducción de plantilla del 25 %, afectando a una treintena de personas, así como el cierre de la Librería Proa.
El GrEC fue reduciendo su participación en el Grup 62; así, en 2013, la Editorial Planeta se convertiría en accionista mayoritario y GrEC pasaría a tener el 34 % de las acciones, cuota que rebajaría hasta el 21 % en 2015.

### Digitalización
Desde 2010, el Grupo Enciclopedia Catalana anuncia un proyecto de digitalización de su fondo con la voluntad de ofrecerlo a través de un modelo freemium, de forma que una parte del fondo sería de libre acceso mientras que otra parte solo sería consultable en régimen de suscripción. Una primera fase de este proyecto incluiría las obras: Gran Diccionari de la Llengua Catalana, diccionarios bilingües Catalán-Castellano/Castellano-Catalán, Català-Anglès/Anglès-Català, Català-Francés/Francés-Catalán; Diccionari de sinònims; Gran Enciclopèdia Catalana; Enciclopèdia de l'esport català; Diccionari de la literatura catalana; Gran Enciclopèdia de la Música; Anuaris 2010, 2011, 2012 y 2013; Enciclopèdia Temàtica Proa; Catalunya Romànica; L'art gòtic a Catalunya; Joies del Modernisme català; Història Natural dels Països Catalans; Tradicionari; Història, Política, Societat y Cultura dels Països Catalans, y Superenciclopèdia, entre otros.
En diciembre de 2015 celebró su 50 aniversario en un acto en el Palau de la Música. En aquellos momentos el grupo facturaba unos 20 millones de euros anuales, donde las enciclopedias y diccionarios representan una tercera parte, otra los libros de texto y la tercera parte final por las ediciones de librería. Se anunció que Iolanda Batallé, editora de La Galera, creará dos nuevos sellos de ficción en 2016: Catedral y Rata.

## Empresas
Empresas del grupo:
- Enciclopèdia Catalana S.A.
- Geoestel S.A.
- Edicions Proa, S.A.
- Mina,
- DIGEC, S.A
- Vernal Media
- Diccionaris de l'Enciclopèdia
- Interacció Editorial S.L.
- La Galera S.A. Editorial
- Ensenyament Obert. S.A.
- Editorial Pòrtic
- Guies Locals de Catalunya, S.L
- Text La Galera
- Catalana de Màrqueting Telefònic, SL
- Enciclopèdia Catalana Revistes i Col·leccionables, SL (ECRIC)

## Productos destacados
- Gran Enciclopèdia Catalana
- Gran Enciclopèdia de la Música
- Gran Diccionari de la Llengua Catalana
- Història Natural dels Països Catalans
- Catalunya Romànica
- Diccionari Grec-Català. D'Homer al segle II dC

## Sedes
El Grupo ha ocupado 2 sedes históricas. La Casa Chaparral Nogués (1983-2004) y la sede actual al 22@.

### Casa Chaparral Nogués

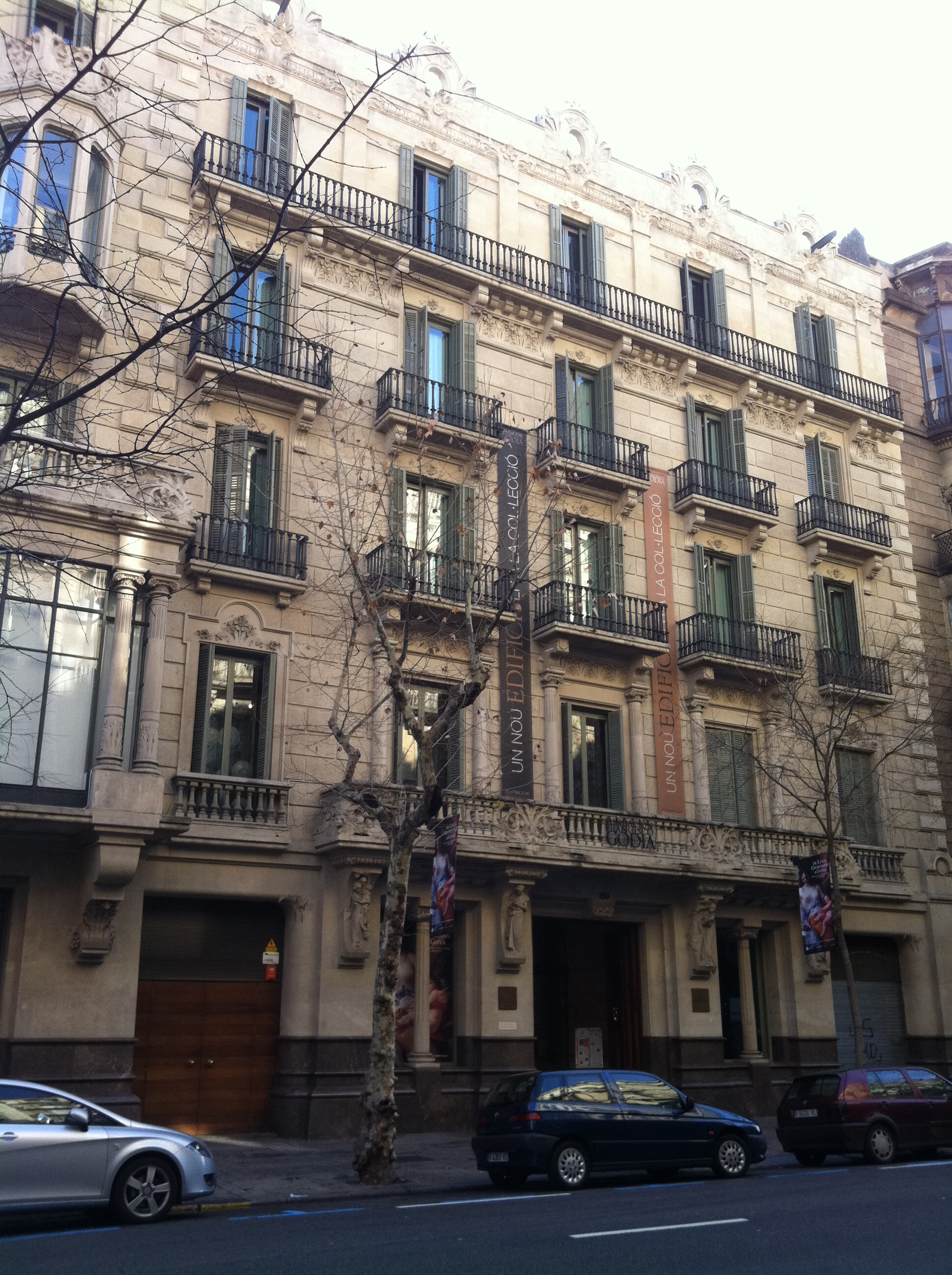
Casa Chaparral Nogués, anterior sede del Grupo y actual sede de la Fundación Godia.